# Garífuna

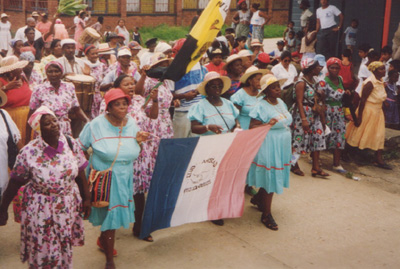
Garifunové při oslavě v guatemalském Livingstonu

Garifunská vlajka

Garífuna či Garifunové je národnostní skupina potomků místních indiánů (Karibů, Arawaků) a černých otroků přivezených do Střední Ameriky z ostrova Sv. Vincence v létech 1796–1797.
Garífunové žijí na karibském pobřeží Belize, Guatemaly, Hondurasu a Nikaraguy. Celková velikost garifunské populace činí kolem 600 000 jedinců.
Asi stotisícové společenství Garifunů žije dnes ve Spojených státech, především v Los Angeles, Miami, New Yorku a dalších velkých městech.